# Вакрі
Вакрі (італ. Vacri) — муніципалітет в Італії, у регіоні Абруццо,  провінція К'єті.
Вакрі розташоване на відстані близько 155 км на схід від Рима, 70 км на схід від Л'Аквіли, 8 км на південний схід від К'єті.
Населення — 1690 осіб (2014).
Щорічний фестиваль відбувається 3 лютого. Покровитель — святий Власій.

## Демографія
Населення за роками:

Станом на 1 січня 2023 року в муніципалітеті офіційно проживало 95 іноземців з 12 країн, серед них 35 громадян країн Євросоюзу та 1 громадянин України.

## Сусідні муніципалітети
- Арі
- Букк'яніко
- Казакандітелла
- Філетто
- Вілламанья